# Anastasija Šepilenko
Anastasija Ruslanivna Šepilenko (in ucraino Анастасія Русланівна Шепіленко?; 9 ottobre 2000) è una sciatrice alpina ucraina.

## Biografia
Figlia di Julija e sorella di Kateryna, a loro volta sciatrici alpine, ha studiato alla Scuola Statale di Cultura Fisica di Leopoli. Attiva dal novembre del 2016, ha esordito ai Campionati mondiali a Åre 2019, classificandosi 64ª nello slalom gigante e 41ª nello slalom speciale, e in Coppa Europa il 17 gennaio 2020 a Zell am See in slalom speciale, senza completare la prova. Ai Mondiali di Cortina d'Ampezzo 2021 si è piazzata 39ª nel supergigante, 36ª nello slalom gigante e 35ª nello slalom speciale; nel 2022 ha debuttato in Coppa del Mondo, il 23 gennaio a Cortina d'Ampezzo in supergigante (34ª), e ai Giochi olimpici invernali: a Pechino 2022 è stata 37ª nel supergigante, 39ª nello slalom gigante e non ha compeltato lo slalom speciale. Ai Mondiali di Courchevel/Méribel 2023 si è classificata 30ª nel supergigante, 36ª nello slalom gigante, 47ª nello slalom speciale e non si è qualificata per la finale nel parallelo; a quelli di Saalbach-Hinterglemm 2025 si è piazzata 31ª nel supergigante, 51ª nello slalom gigante, 13ª nella gara a squadre e non ha completato lo slalom speciale.

## Palmarès

### Coppa Europa
- Miglior piazzamento in classifica generale: 189ª nel 2025

### Campionati ucraini
- 5 medaglie:
  - 4 ori (slalom gigante nel 2022; slalom gigante nel 2023; slalom gigante, slalom speciale nel 2025)
  - 1 argento (slalom speciale nel 2022)